# Tino Sabbatelli
Sabatino „Sabby” Piscitelli (ur. 24 sierpnia 1983 w Boca Raton) – amerykański profesjonalny wrestler i były zawodnik futbolu amerykańskiego na pozycji tylnego obrońcy. Obecnie występuje w federacji WWE w rozwojowym brandzie NXT pod pseudonimem ringowym Tino Sabbatelli.
Przed dołączeniem do WWE, Piscitelli spędził sześć lat występując w NFL. Grał dla Tampa Bay Buccaneers, Cleveland Browns i Kansas City Chiefs.

## Wczesne życie
Piscitelli rozpoczął karierę w futbolu amerykańskim w Boca Raton High School. Jako junior grał na pozycjach tylnego obrońcy i skrzydłowego.

## Kariera profesjonalnego futbolisty
Piscitelli otrzymał zaproszenie do NFL Scouting Combine z powodu bardzo dobrych wystąpień w Oregon State University. Podczas drugiej rundy draftu NFL w 2007 został wybrany przez Tampa Bay Buccaneers. W swoim pierwszym sezonie kontuzjował prawą stopę i został przydzielony do sekcji kontuzjowanych. 30 listopada 2010 został zwolniony. Dzień później stał się zawodnikiem Cleveland Browns, lecz po sezonie stał się wolnym agentem. 4 sierpnia 2011 podpisał kontrakt z Kansas City Chiefs.

## Kariera profesjonalnego wrestlera

### WWE

#### NXT (od 2014)

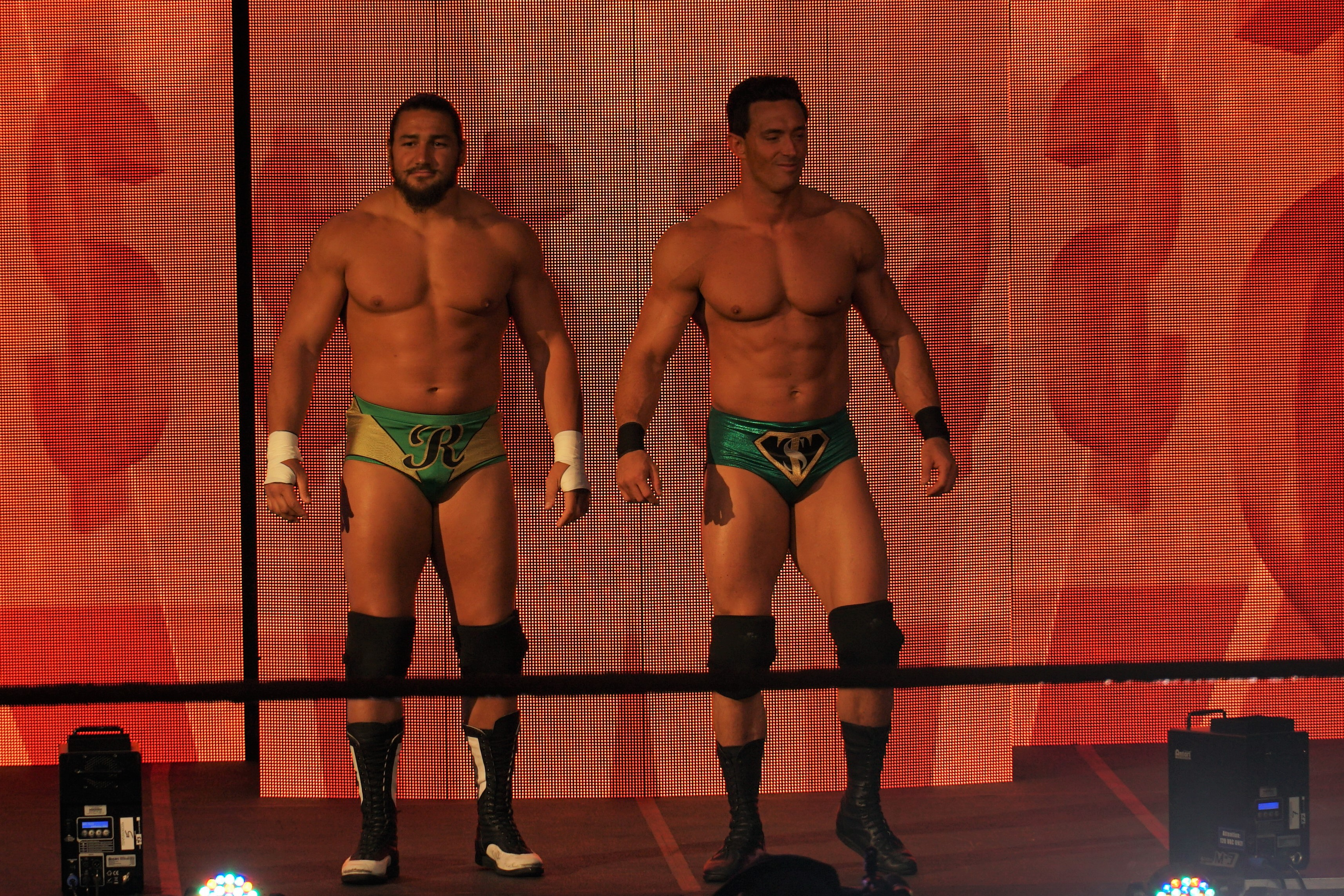
Sabbatelli (po prawej) i jego partner drużynowy Riddick Moss w 2018

W październiku 2014, Piscitelli podpisał kontrakt rozwojowy z WWE i rozpoczął treningi w kierunku profesjonalnego wrestlera w szkółce WWE Performance Center. Został przydzielony do rozwojowego brandu NXT i zadebiutował podczas live eventu 4 kwietnia 2015, gdzie przegrał w battle royalu. W październiku 2015 zaczął występować pod pseudonimem ringowym Anthony Sabtelli, lecz tego samego roku zmieniono na Tino Sabbatelli. Występował w programie Breaking Ground emitowanym na WWE Network, gdzie prezentowano jego treningi w WWE Performance Center.
Sabbatelli zadebiutował w telewizji w brandzie NXT podczas odcinka tygodniówki NXT z 12 października 2016, gdzie z Riddickiem Mossem przegrał z drużyną TM-61 (Nickiem Millerem i Shane’em Thorne’em) w pierwszej rundzie turnieju Dusty Rhodes Tag Team Classic 2016. Przez pierwszą połowę 2017 sporadycznie występował z Mossem i przegrywał w drużynowych starciach. W swojej pierwszej telewizyjnej singlowej walce przegrał z Johnnym Gargano podczas odcinka NXT z 20 września. Sabbatelli i Moss odnieśli pierwsze zwycięstwo 25 października pokonująć Oneya Lorcana i Danny’ego Burcha. Na początku 2018, Sabbatelli i Moss wzięli udział w turnieju Dusty Rhodes Tag Team Classic 2018, lecz przegrali z zespołem Sanity w pierwszej rundzie. W pierwszym kwartale roku zaprzestał wspólnych występów z Mossem. W kwietniu zerwał mięsień piersiowy i przeszedł operację.

## Życie prywatne
Piscitelli ma brata Seana, który walczy w federacjach niezależnych jako Sean Swag.

## Mistrzostwa i osiągnięcia
- Pro Wrestling Illustrated
  - PWI umieściło go na 351. miejscu w top 500 wrestlerów rankingu PWI 500 w 2017[10]